# Llista de festivals de heavy metal
Això és una llista de festivals de heavy metal ordenats per país.

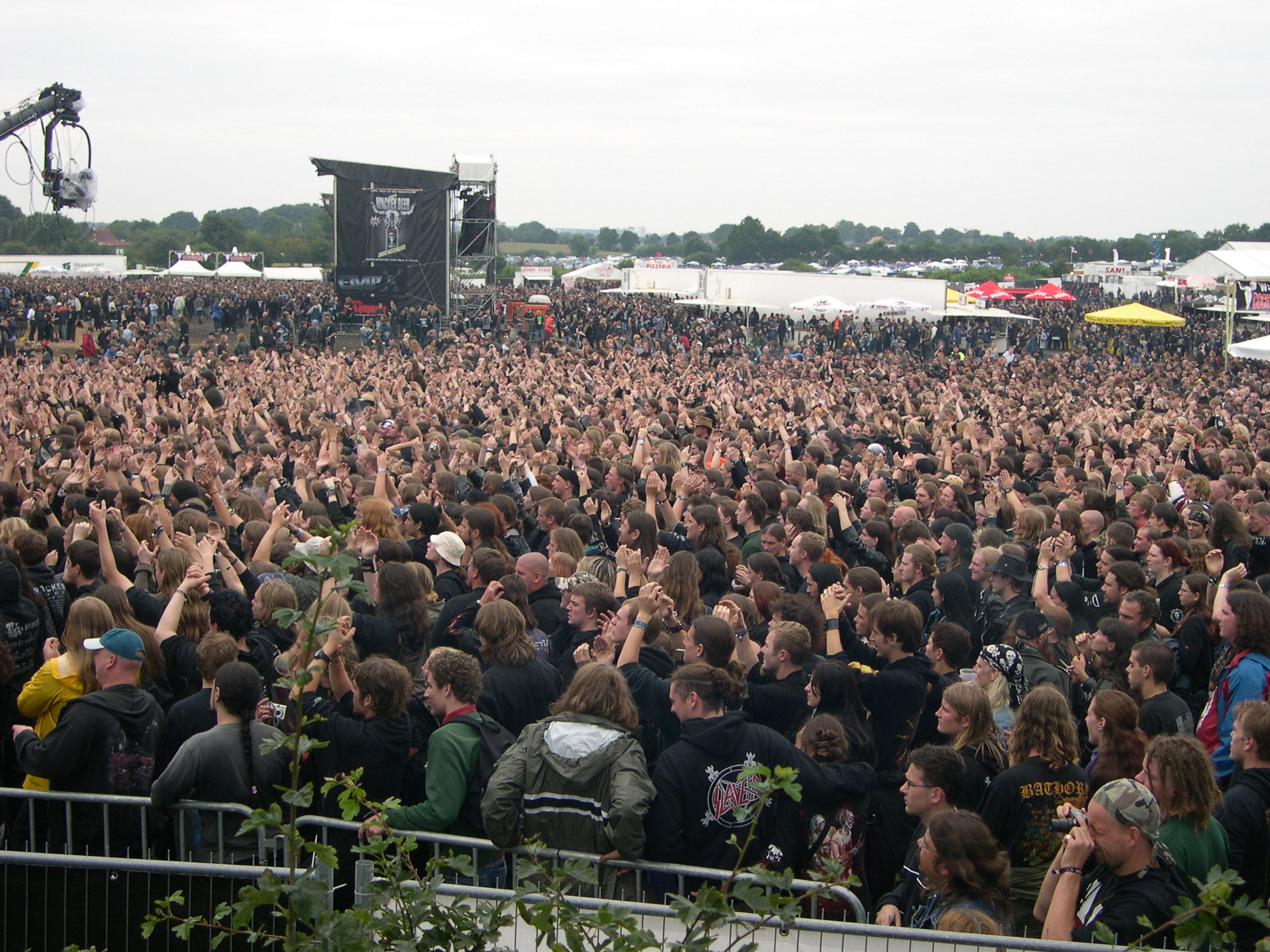
El Wacken Open Air, el festival més gran de metal del món

## Festivals

### Alemanya
- Bang Your Head!!!
- Battle of Metal
- Chronical Moshers Open Air
- Dong Open Air
- Doom Shall Rise
- Earthshaker Fest
- Force Attack
- Fuck the Commerce
- Headbangers Open Air
- Hellflame Festival

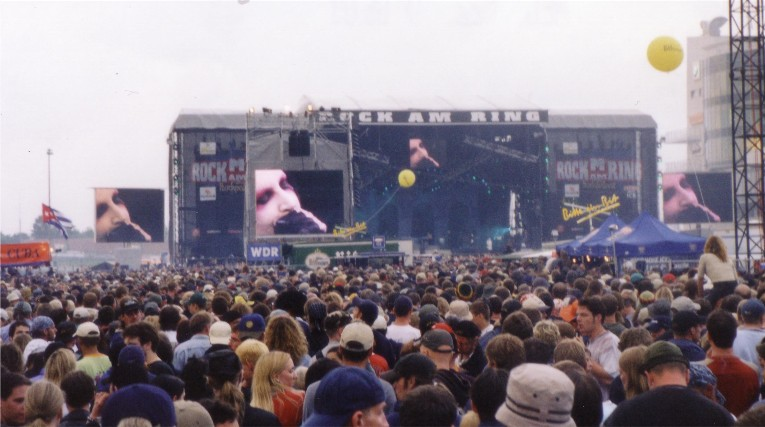
Marilyn Manson al Rock am Ring

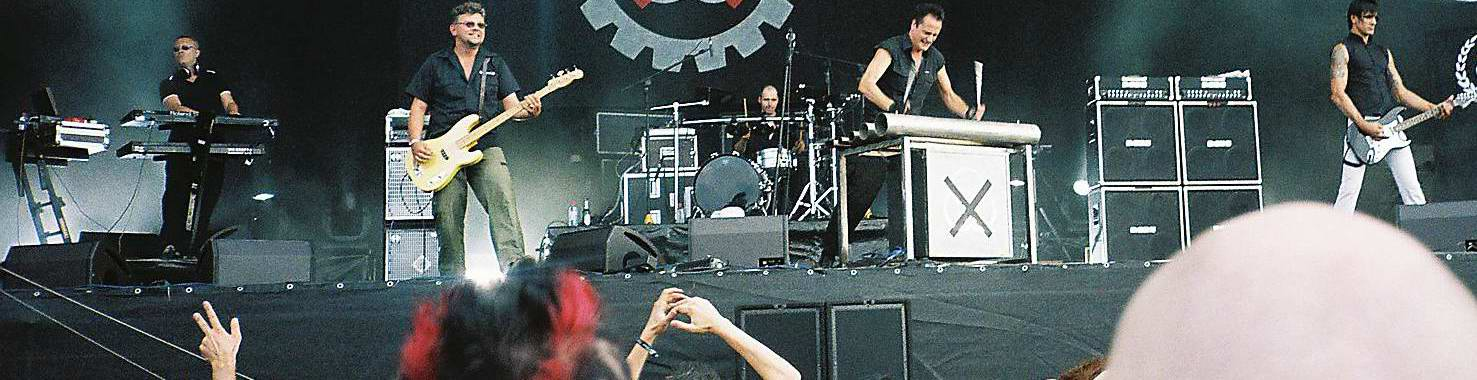
Die Krupps al M'era Luna Festival 2006

- Hellflame Festival - The South Side of Hell
- Hellraiser Open Air
- Keep It True
- Magic Circle Festival
- M'era Luna Festival
- Monsters of Rock
- Party.San Open Air
- Queens of Metal
- Ragnarök Festival
- Rhön Rock Open Air
- Rock Hard Festival
- Rock am Ring
- Rock im Park
- Summer Breeze Open Air
- Tomahawk Festival
- Under the Black Sun
- United Metal Maniacs
- Up from the Ground
- Wacken Open Air
- Walpurgis Metal Days
- Winternoise Festival
- With Full Force

### Armènia
- Rock and Dram
- Metal Attack
- Highland Metalfest
- Rock the Borders
- MetalFront Fest

### Argentina
- Monsters of Rock

### Austràlia
- Metal for the Brain
- Overcranked
- East/West Death Grind Fest
- Slaughterfest
- Soundwave festival
- Metalstock
- Mitchstock

### Àustria
- Kaltenbach Open Air
- Nova Rock Festival
- Summer Nights Festival

### Bèlgica
- Graspop Metal Meeting
- Metal Female Voices Fest
- Pestpop

### Brasil
- Monsters of Rock

### Bulgària
- Monsters of Rock

### Canadà
- Noctis Valkyries Metal Festival

- Dawn of Destruction Metal Festival

- Heavy MTL

### Colòmbia
- Rock al parque

### Xile
- Monsters of Rock

### República Txeca
- Masters of Rock
- Brutal Assault
- Obscene Extreme

### Dinamarca
- Aalborg Metal Festival
- Metalstone
- Roskilde Festival
- Fredericia Hardcore Festival

### Equador
- Quito Fest

### Eslovènia
- Metalcamp
- Metal Mania
- Haliaetum open Air

### Espanya
- Castellhell Metallfest
- Monsters of Rock
- Leyendas del Rock
- Costa de Fuego
- Via de la Plata Festival
- Kobetasonik
- Lorca Rock Festival
- Metalway Festival
- Electric Weekend
- Rock Fest BCN

### Estònia
- Hard Rock Laager

### Finlàndia

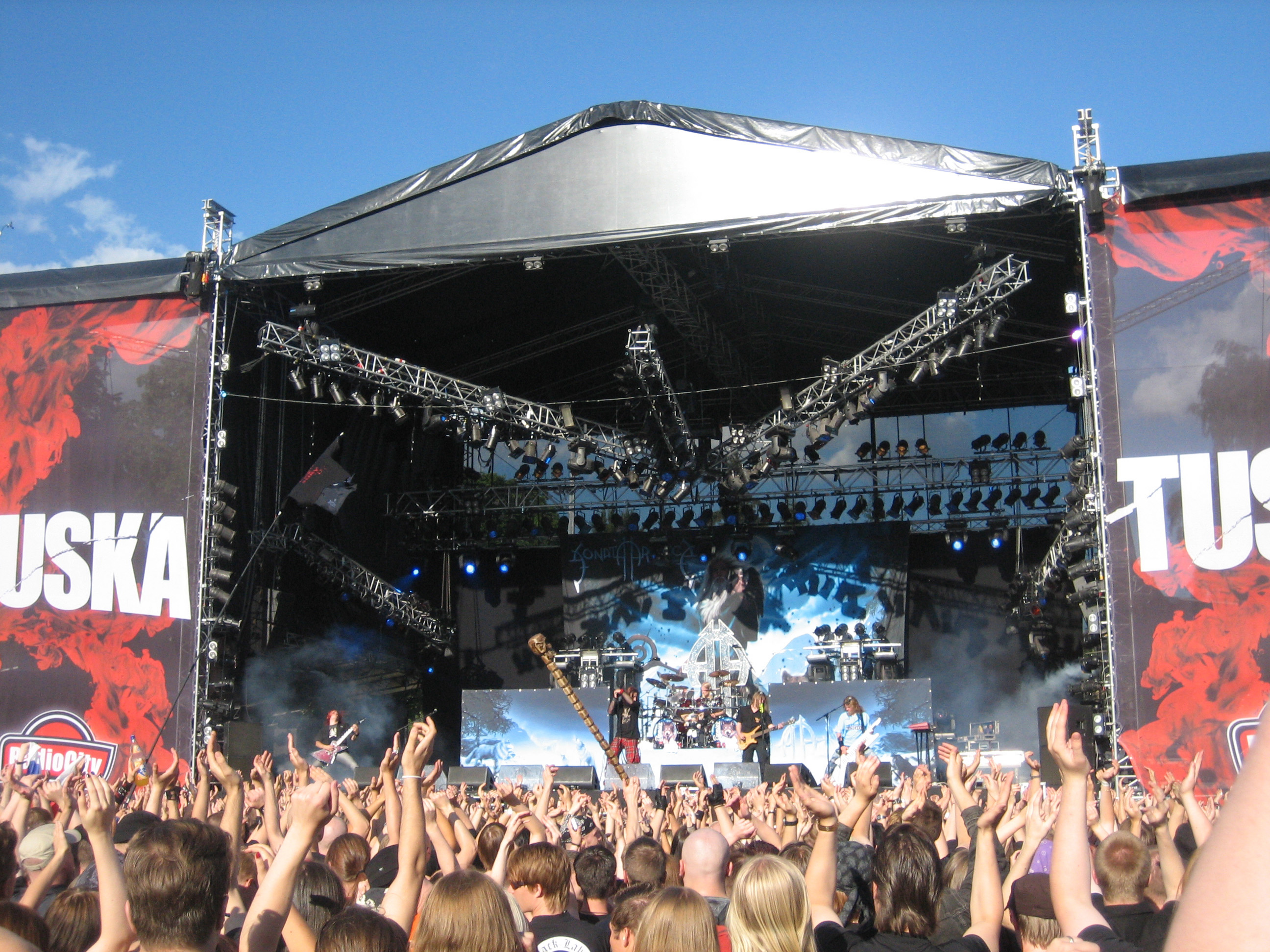
Sonata Arctica a Tuska el 2006

- Finnish Metal Expo
- Jalometalli Metal Music Festival
- Jalometalli Winterfest
- Sauna Open Air Metal Festival
- Tuska Open Air Metal Festival
- Nummirock Festival
- Pellavarock Festival

### França
- Eurockéennes
- Paris France Metal Festival
- Hellfest Summer Open Air
- Monsters of Rock
- Raismes Fest

### Grècia
- March Metal Day

Rockwave Festival

### Hongria

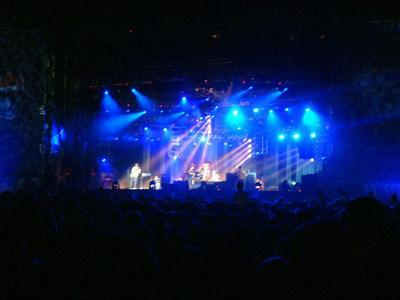
El Festival Sziget a Budapest

- Metalmania
- Sziget

### Islàndia
- Eistnaflug

### Índia
- I Rock
- Great Indian Rock
- Rock In India
- RAW POWER

### Irlanda
- Day of Darkness
- Download Festival Ireland

### Itàlia
- Agglutination Metal Festival
- Evolution Festival
- Gods of Metal
- Heineken Jammin' Festival
- Monsters of Rock
- Play It Loud! Festival

### Japó
- Independence-D
- Loudpark Festival

### Letònia
- Metalshow.lv Open Air

### Mèxic
- Monterrey Metal Fest

### Marroc
- Boulevard des Jeunes Musiciens

### Namíbia
- Windhoek Metal Fest

### Holanda
- Arrow Rock Festival
- Arnhem Metal Meeting
- Dokk'em Open Air
- Dutch Metal Fest
- Dynamo Open Air
- Fields of Rock
- Headway Festival
- Metal Meltdown
- Monsters of Rock
- ProgPower Europe
- Pinkpop

### Nova Zelanda
- Rock2Wgtn

### Noruega
- Hole in the Sky
- Hove Festival
- Inferno Metal Festival
- Kvinesdal Rock Festival
- Metalmania
- Monsters of Rock

### Filipines
- Kaguluhan Music Festival

### Polònia

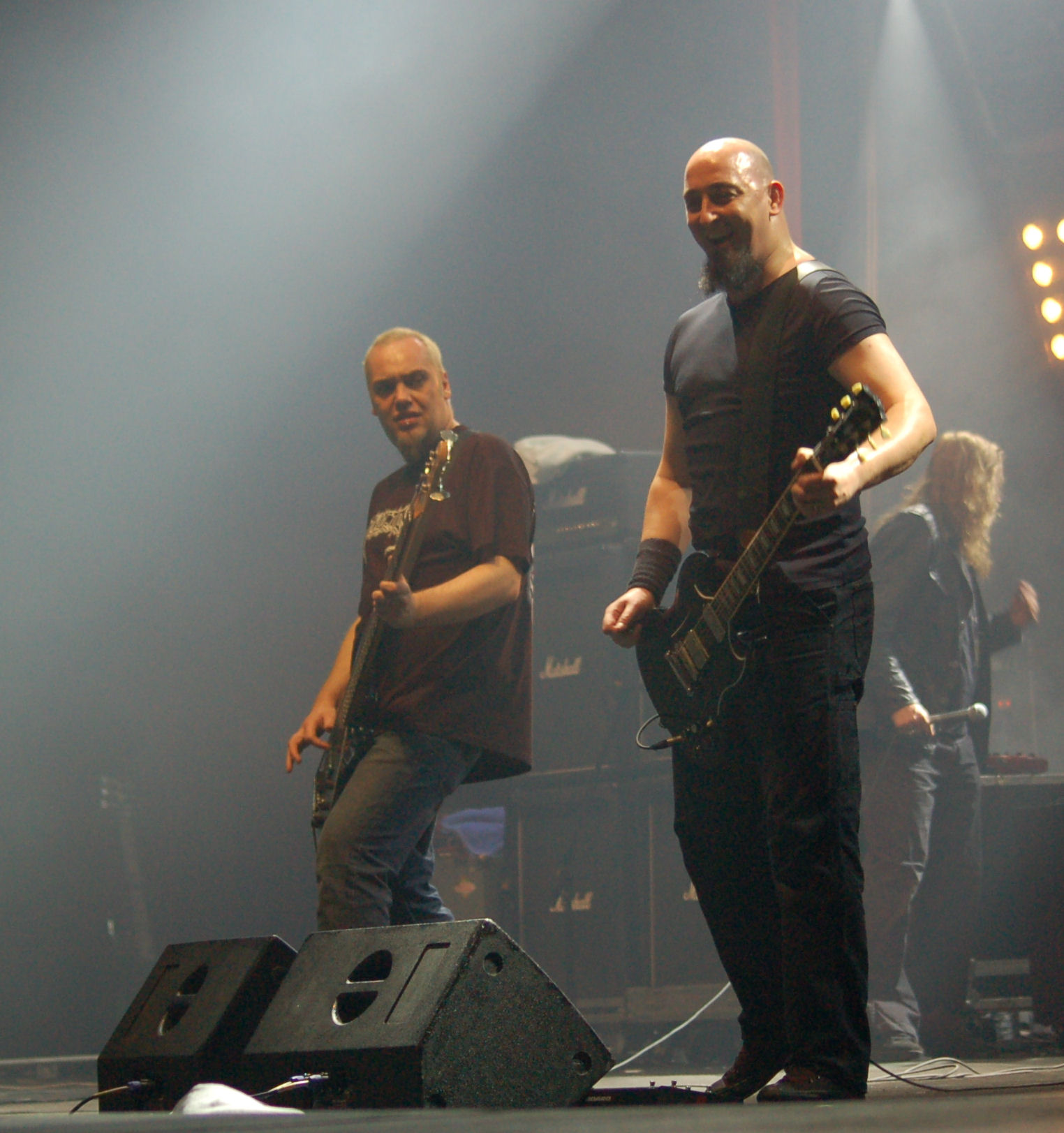
Paradise Lost al Metalmania 2007

- HunterFest
- Metalmania

### Portugal
- Caos Emergente
- Paredes de Coura Festival

### Puerto Rico
- Festival de Metal Boricua

### Rússia
- Monsters of Rock
- Moscow Music Peace Festival

### Sud-àfrica
Motherfudd - The Gathering Arxivat 2013-06-17 a Wayback Machine.
Witchfest Arxivat 2004-06-15 a Wayback Machine.

### Suècia
- Metaltown Festival
- Monsters of Rock
- Sweden Rock Festival

### Turquia
- Adapazarı Rock Festival
- Anki Rock Fest
- Barışarock
- H2000 Music Festival
- Rock Station Festival
- Rock Republic
- Rock The Nations
- Rock'n Coke
- RockIstanbul
- Unirock
- Zeytinli Rock Festival

### Emirats Àrabs Units
- Dubai Desert Rock Festival
- Anal Fest

### Regne Unit
- Bloodstock
- Bloodstock Open Air
- Damnation Festival
- Download Festival
- Monsters of Rock
- ProgPower UK
- Sonisphere

### Estats Units
- Alehorn of Power
- Bay Area Rock Fest
- Chaos Fest
- Chicago Powerfest
- Emissions from the Monolith
- Gigantour
- Goth Stock
- Jägermeister Music Tour
- Maryland Deathfest
- Monsters of Rock
- New England Metal and Hardcore Festival
- ProgPower USA
- Saints & Sinners Festival
- Seattle Metal Fest
- Sounds Of The Underground
- Robot Mosh Fest
- Ozzfest
- Mayhem Festival
- Los Angeles Murderfest
- Tidal Wave

### Veneçuela
- Gillmanfest

### Ucraïna
- Metal Heads Mission

## Gires

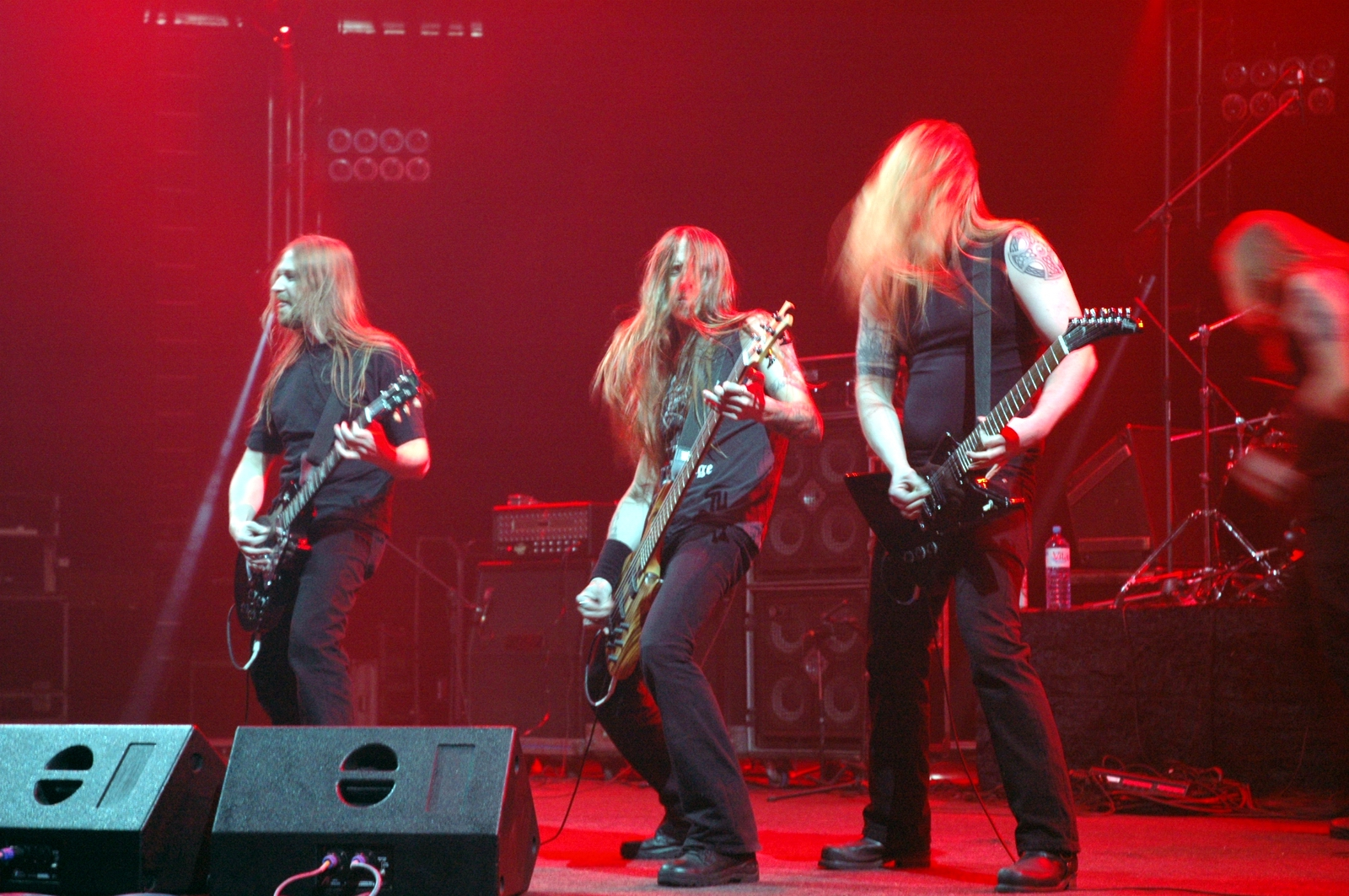
Amon Amarth al Metalmania 2005

- Clash of the Titans
- Earthshaker Roadshock Tour
- Family Values Tour
- G3
- Gigantour
- Mayhem festival
- Metal Masters Tour
- No Mercy Festival
- Ozzfest
- Sounds of the Underground
- The Summer Slaughter Tour

- The Unholy Alliance
- X-Mass Festival